# День Солидарности и Свободы
День Солидарности и Свободы (пол. Dzień Solidarności i Wolności) — польский государственный праздник, отмечаемый ежегодно 31 августа с 2005 года. Является рабочим днём.

## Значение
Праздник установлен в память об августовских профсоюзных забастовках 1980 года, которые считаются началом падения коммунистической власти в Польше. Кульминационным пунктом августовских событий стало подписание в августе 1980 года ряда соглашений между Правительством Польской Народной республики и профсоюзными забастовочными комитетами. Днём Солидарности и Свободы стало 31 августа, когда в Гданьске было подписано одно из этих соглашений.

## История
Праздник был установлен Польским Сеймом 27 июля 2005 года. Первый раз праздник отмечался 31 августа 2005 года. Основные торжества в этот день прошли в Гданьске.

## Источник
- Устав праздника (пол.)